# Спинокрил тонкий
Спинокрил тонкий (Fissidens exilis) — вид мохів порядку дикранальних (Dicranales).

## Поширення
Батьківщиною є Європа, Північна Америка, Азія.
Населяє голий, вологий ґрунт на затінених берегах і в місцях просочування.

## Характеристика
Рослини до 2.5 × 2 мм. Стебло нерозгалужене. Листки до 4 пар, від ланцетних до видовжено-ланцетних, від гострих до тупуватих, до 2.1 × 0.4 мм. Коробочкові ніжки 2–9 мм. Коробочка пряма, радіально-симетрична, рідко злегка дугоподібна, білатерально-симетрична, до 0.7 мм. Спори 11–14 мкм.